# 福園彩花
福園 彩花（ふくぞの あやか・1990年5月9日 - ）は、日本の女優・タレント。東京ヤクルトスワローズの公式チアリーディングチーム『Passion』のメンバーでもある。
福島県出身。エイベックス・プランニング&デベロップメント所属。

## 来歴・人物
- 2006年、第31回ホリプロタレントスカウトキャラバンに応募しファイナリスト（仙台地区代表）まで残るも落選（その時のグランプリは石橋杏奈）[4]。
- 2007年、エイベックスのオーディションに合格したのを機に同グループ内の事務所に所属する。
- 2009年、週刊プレイボーイ『第4回ビキニ・プリンセスを探せ!』に参加しグランプリを獲得[3]。
- 2012年、東京ヤクルトスワローズの公式チアリーディングチーム『Passion』の第2期メンバーとして加入。背番号は「13」。
- 2014年、SUPER GTイメージガール「IA GIRL STARS」に「Passion」での同僚だった田尻晶子と共に起用される。
- 趣味は散歩、料理、書道。特技は水泳、ピアノ。
- 3人兄妹の末っ子（姉と兄がいる[2]）。

## 出演

### 東京俳優市場
- 2008秋『FL-0501』（2008年11月／南青山MANDARA）
- 2011春『合コンドラフト会議』（2011年3月／笹塚ファクトリー）

### 映画
- エイベックス・ニュースターシネマコレクション『カスタードプリン』（2010年6月19日公開）

### PV
- 日笠陽子『Seek Diamonds』（2013年）[5]

## 関連人物
- 丸高愛実 - 同じエイベックス所属のタレント・グラビアアイドル。映画『カスタードプリン』で共演。
- 藤社優美 - SDN48の元メンバー。レッスンで一緒になるほどの仲良しである[1]。
- 田尻晶子 - 福園と同じPassionの第2期メンバー・2014年のSUPER GTイメージガール。
- 大塚賢二 - エイベックス株式会社プロデューサー